# Anders Hellner
Anders Erik Hellner, född 29 juli 1939 i Stockholm, död 13 februari 2013, var en svensk journalist och programledare. Han var programchef och redaktör för Världspolitikens dagsfrågor på Utrikespolitiska institutet, senare senior advisor åt ledningen, och välkänd utrikeskommentator i radio och TV. Han var från 2006 även programledare för utrikesmagasinet Dokumentär utifrån i den då nystartade TV-kanalen Axess Television. Hellner var tidigare verksam som utrikeschef på Rapport och utrikeskorrespondent i Italien. Han gjorde också intervjuer med framstående internationella politiker, forskare och kulturpersonligheter i TV-programmet Global Axess på Axess Television.
I sin ungdom arbetade Anders Hellner som reseledare för Vingresors Club 33, bland annat tillsammans med Jan Carlzon.